# La Pointe (Wisconsin)
Pour les articles homonymes, voir La Pointe.
La Pointe est une petite ville américaine du Comté d'Ashland, située sur l'île Madeline, dans l'archipel des îles des Apôtres, dans l'État du Wisconsin. 
La Pointe doit son nom aux explorateurs français et aux coureurs des bois canadiens français qui parcouraient cette contrée au XVIIe siècle. La Pointe forme un cap qui s'avance dans le lac Supérieur. 
Au recensement de 2000, la population s'élevait à 246 personnes.
Le Bureau du recensement des États-Unis indique une superficie de 202 km2 pour La Pointe.

## Histoire
L'explorateur français Jean Nicolet explora les rives du lac Supérieur dans la première moitié du XVIIe siècle.
Peu après les explorateurs, Médard des Groseilliers et Pierre-Esprit Radisson, arpenteront cette même région. 
En 1661, René Ménard fut le premier missionnaire jésuite à arpenter dans cette contrée.
En 1665, le père Claude-Jean Allouez édifiait une première mission à cet endroit, qui deviendra le Fort La Pointe. Son successeur Jacques Marquette le remplaça en 1669.
En 1693, le gouverneur de la Nouvelle-France, Louis de Buade de Frontenac, charge Pierre-Charles Le Sueur de fonder un comptoir près des Grands Lacs. Le Sueur choisit l'emplacement d'un cap donnant sur les Grands Lacs qu'il nommera Fort La Pointe.  
Ce poste fortifié français servit de comptoir pour les trappeurs qui commerçaient, avec les Amérindiens, la fourrure des castors, loutres, renards et ours. 
Le fort La Pointe fonctionna sur deux périodes distinctes : 1693-1698, et 1718-1759. Il fut définitivement perdu par les Français lors du Traité de Paris de 1763. 
Au XIXe siècle, La Pointe demeura un centre de traîte de la fourrure.
En 1842, puis en 1854 furent signés deux traités entre la nation des Ojibwés et les États-Unis, appelé chacun du nom de traité de La Pointe et qui cédaient la majeure partie des territoires amérindiens.